# Cythere lutea
Cythere lutea is een mosselkreeftjessoort uit de familie van de Cytheridae. De wetenschappelijke naam van de soort is voor het eerst geldig gepubliceerd in 1785 door O.F. Müller.